# 斑纹角马
斑纹角马（学名：Connochaetes taurinus）也称黑斑牛羚、蓝角马， 牛科角马属的一种，广布于非洲东部和南部，是非洲大草原上分布最廣、最常见的大型野生羊之一。肩高，颈短，腿细。皮毛蓝灰色至深棕色，身体前部有黑色横纹，额头有黑色斑纹，胡须（其中有两个亚种的胡须为白色）较长。目前记录有五个亚种。

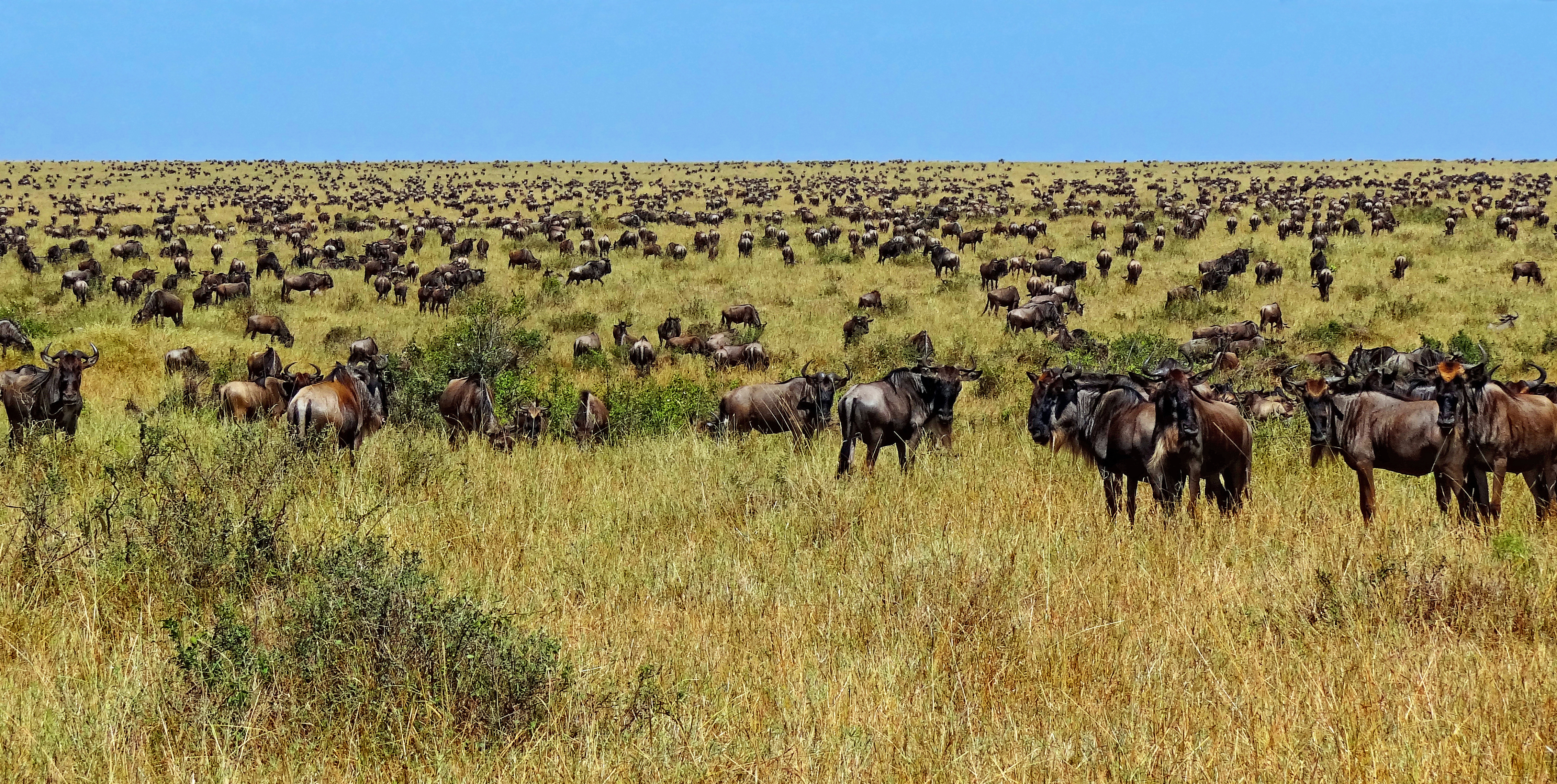
非洲大草原上的斑紋角馬

斑纹角马屬於群居動物，經常與平原斑馬展開大規模遷徙，往返於肯亞馬賽馬拉國家保護區、坦尚尼亞塞倫蓋蒂國家公園與恩戈羅恩戈羅保護區之間，在數量上最高記錄可達150萬頭。

## 遷徙時程
- 1～3月：適逢雨季，塞倫蓋蒂南部草原正值綠意盎然，母牛羚會在此待產生下幼羚。
- 4～6月：降雨開始減少，牛羚群會隨著水氣逐漸北漂，途中行經格魯美地河。
- 7～9月：遷徙高峰期。由於塞倫蓋蒂適逢旱季，牛羚群食用的青草不足，因此離開前往馬賽馬拉，途中行經有尼羅鱷埋伏的馬拉河。渡河過程需經歷與大量尼羅鱷的生死搏鬥，才能平安抵達。
- 10～12月：由於馬賽馬拉面積狹小，牛羚群啟程南漂返回塞倫蓋蒂，為下一產季做準備，途中行經恩戈羅恩戈羅。